# Asilo del Santo Cristo

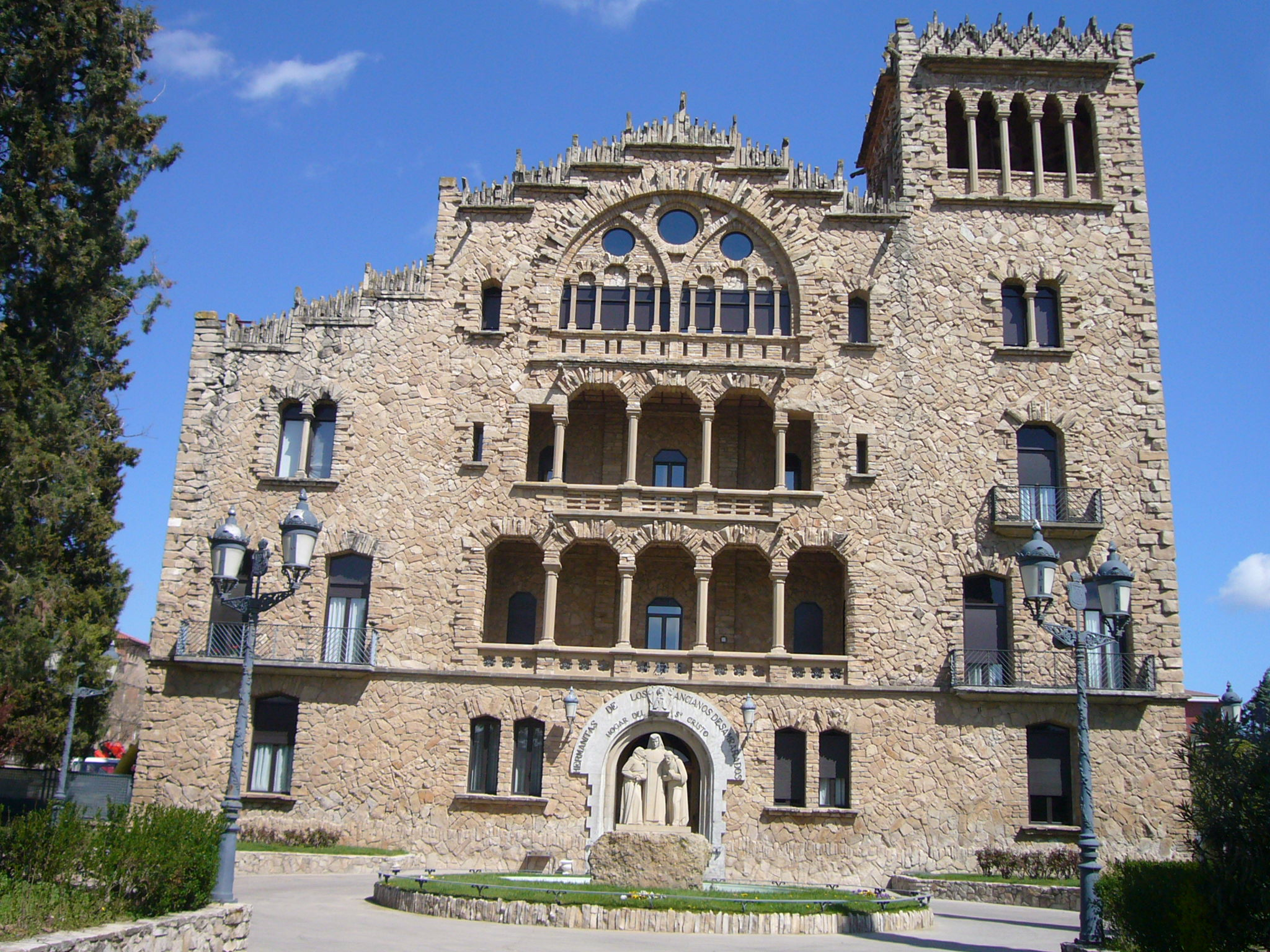
Asilo del Santo Cristo, entrada principal

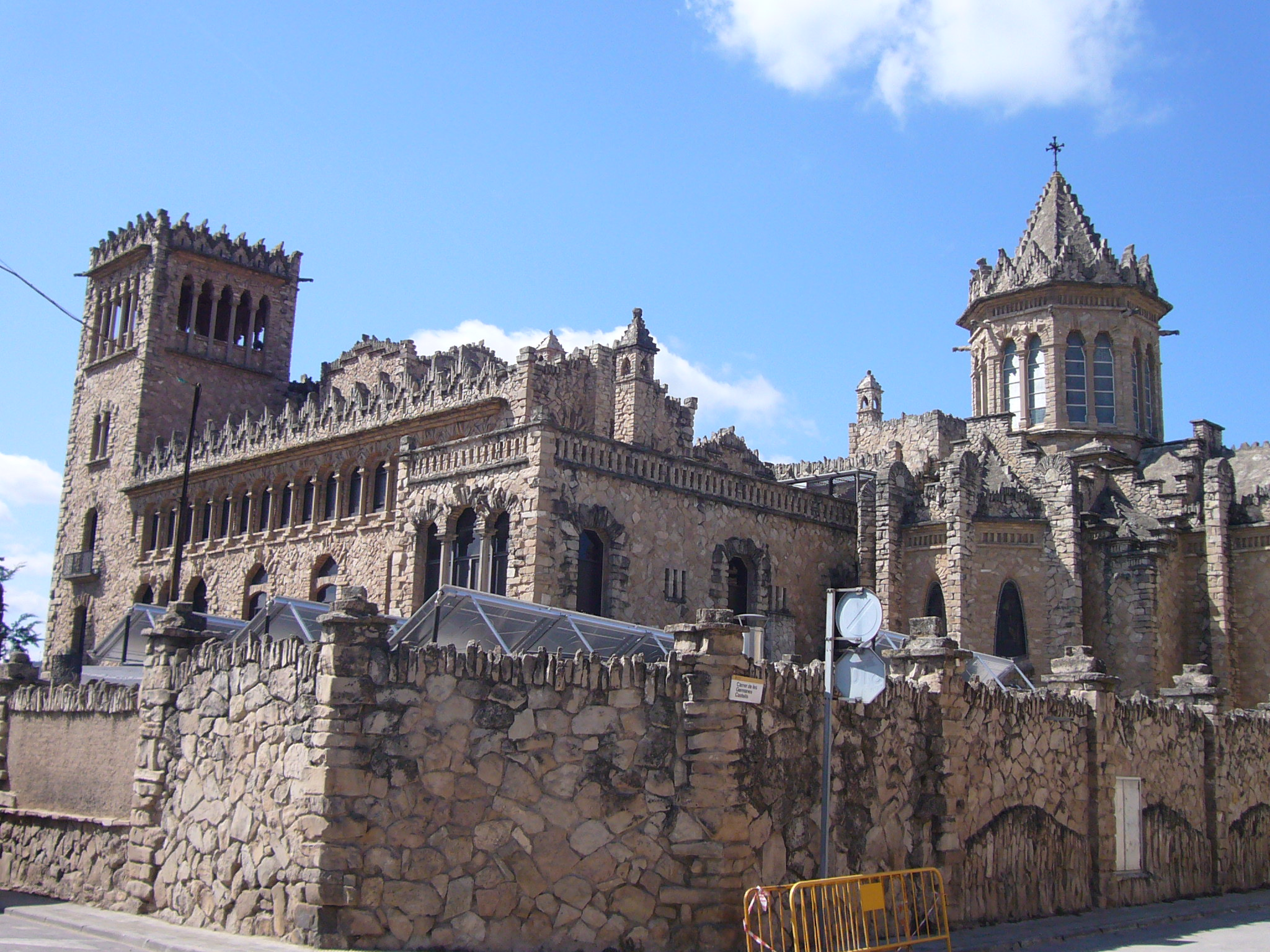
Asilo del Santo Cristo, vista posterior

El asilo del Santo Cristo está situado en el Pla de San Agustín de Igualada, una de las áreas de expansión urbana, situada al oeste del núcleo antiguo de Igualada. Ocupa una isla entera, entre las calles de Milà i Fontanals, Prat de la Riba y Sor Rita Mercader. Tanto por sus dimensiones monumentales, como por la exuberancia arquitectónica, es uno de los elementos más singulares de la capital de la comarca de Noya.
La construcción del edificio empezó en el año 1931, a partir de una donación efectuada por las hermanas Magdalena, Dolores y Concepción Castells, miembros de una influyente familia de mecenas locales, relacionada con la corona. Entre 1936 y 1939 la guerra civil interrumpió las obras que no se terminaron hasta el año 1941. En 1943 los representantes de los legatarios empezaron las gestiones destinadas a convertir el conjunto arquitectónico en residencia para la tercera edad. Actualmente está regentado por las Hermanitas de los Ancianos Desamparados.
El edificio responde a un proyecto de Juan Rubió, discípulo de Antonio Gaudí. Aunque las líneas básicas son propias del modernismo, se trata de una construcción tardía y ecléctica, que integra diferentes formas de arquitectura popular y tradicional catalanas.

## Fachada, torre y campanario
El asilo está formado por dos cuerpos laterales. En la parte de delante están unidos por la fachada y el vestíbulo; por la parte de detrás, por la iglesia, y la parte del centro, por un claustro interior. Todo este conjunto de cuatro plantas tiene adosado un campanario en uno de los extremos, que le da un cierto aire medieval. El material de obra que predomina en el edificio es de piedra, cuya mayor parte fue extraída del Pla del Magre (Jorba). Ésta es utilizada, no sólo como elemento de construcción, sino también como un recurso decorativo. Tanto dentro como fuera, la diversidad de tratamientos y de formas de que es objeto, convierten la piedra en un elemento que da personalidad al edificio del asilo. 
A pesar de los materiales con los que está construida, la fachada de la casa del Santo Cristo, es de aspecto ligero. Esta sensación se obtiene gracias a las aberturas que describen tres galerías exteriores, que están inspiradas en la arquitectura de las tradicionales masías catalanas. Además, un conjunto de arcos le otorga un ritmo ascendente, que se complementa con una sucesión de pináculos. La fachada se completa con una terraza de sección cuadrangular que, situada el lado derecho, evoca la tradicional silueta de un campanario. De todas maneras, sus formas medievales (las almenas, por ejemplo), también hacen pensar en las torres de homenaje propias de los castillos. La escultura del patio, obra de J. Puigdollers, representa a Santa Teresa Jornet, fundadora de la congregación. Encima de la puerta de entrada hay también otra escultura, de Ernest Marco, que representa a la Madre de Dios de los Desamparados.

## Iglesia
Es la parte del edificio que presenta una arquitectura más "gaudiniana" y, por tanto, la más espectacular, sobre todo por el valor expresivo que adquiere la piedra, tanto desde el punto de vista constructivo, como decorativo. Situada en la parte posterior, la capilla de la Casa del Santo Cristo tiene una planta de cruz griega. El crucero, es decir, el espacio central, está cubierto por un cimborrio que se apoya sobre un tambor poligonal con un techo de falsa cúpula, formado por la aproximación progresiva de las hiladas, una técnica de cubrimiento propia de la arquitectura rural. Toda esta estructura descansa sobre unos arcos parabólicos, entre los cuales se definen una especie de triángulos esféricos, denominados conchas. En su entorno, estos arcos parabólicos se sostienen sobre cuatro columnas de piedra de una sola pieza, procedentes de Gerona. Todo ello da, como resultado,  un conjunto en el que predomina el sentido ascendente, que está en consonancia con los paramentos exteriores del edificio, especialmente la fachada. En una de las columnas que sostienen los arcos de la iglesia, situada a la derecha del altar, se puede apreciar la firma del arquitecto, efectuada con caracteres modernistas. Las vidrieras de la capilla representan los santos correspondientes a los nombres del arquitecto, los legatarios (es decir las hermanas Castells) y sus herederos.

## Claustro
Por sus reducidas dimensiones el claustro de la Casa del Santo Cristo no está destinado a ordenar las diferentes dependencias del asilo, sino que ha sido concebido como un elemento de tipo simbólico, que evoca la tradicional arquitectura monástica catalana. Esta intencionalidad simbólica más que funcional está reforzada por la decoración neorrománica, la austeridad de la cual da identidad al claustro. Éste se configura, por tanto, como una galería de pasadizos cubiertos y cerrados, que se diferencia, deliberadamente, del resto del edificio, donde predomina la exuberancia de formas. La Casa del Santo Cristo es un conjunto arquitectónico casi único en Igualada, tanto por su monumentalidad –que a veces está en contradicción con su funcionalidad- como por la riqueza de elementos que integra, que van desde el modernismo hasta los recursos populares y tradicionales.